# C2P
A C2P egy lengyel tüzérségi vontató, melyet a második világháborúban használtak.

## Történet
A C2P egy lánctalpas tüzérségi vontató, melyet a Fegyveres Erők Technikai Kutatóintézet irodájában terveztek. A tervezőmérnökök J. Łapuszewski és A. Schmidt voltak. A tervezés kezdeti szakaszában a jármű megjelölése C2T volt. Ennek a korszerűsített alvázát használták a TKS kisharckocsi tervezésénél. Az új jármű fejlesztése viszonylag sokáig (két évig) tartott, ez alatt rengeteg műszaki vizsgálaton és tanulmányozáson ment keresztül. A sorozatgyártás 1937-ben kezdődött. Az első sorozatban 196 példányt gyártottak. A második sorozatra 1939-ben adták a megbízást, de azt már nem tudták teljesíteni.

## Szolgálat
A C2P vontatókat a 40 mm Bofors wz. 36 légvédelmi löveg vontatására tervezték. A járművekkel a légvédelmi századot szerelték fel. A C2P vontatóhoz egy utánfutót is terveztek a lőszer szállítása céljából. Terveztek a vontató alapján egy önjáró légvédelmi járművet is, ez volt a TKS–D. A C2P löveg alvázára egy 40 mm Bofors wz. 36 légvédelmi löveget szereltek, így jött létre az új jármű.

## Fordítás
- Ez a szócikk részben vagy egészben  a   C2P című lengyel Wikipédia-szócikk fordításán alapul.  Az eredeti cikk szerkesztőit annak laptörténete sorolja fel. Ez a jelzés csupán a megfogalmazás eredetét és a szerzői jogokat jelzi, nem szolgál a cikkben szereplő információk forrásmegjelöléseként.